# (35043) 1981 EH38
1981 EH38 (asteroide 35043) é um asteroide da cintura principal. Possui uma excentricidade de 0.15917970 e uma inclinação de 4.20578º.
Este asteroide foi descoberto no dia 1 de março de 1981 por Schelte J. Bus em Siding Spring.